# Zaptié

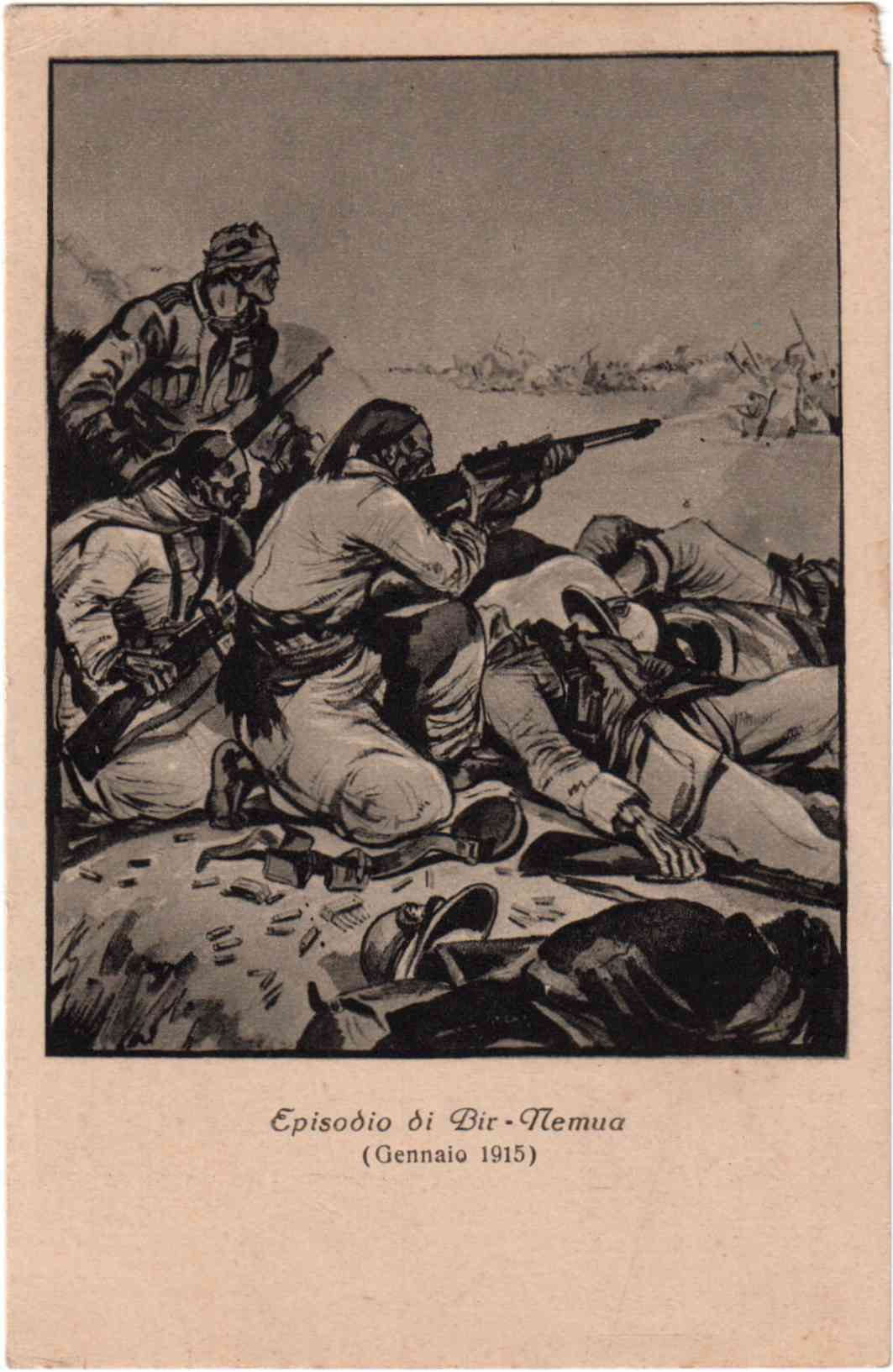
Tripoli-Libye - Bir-nemu - Treize zaptiés et un policier, sous le commandement du maréchal Zenone Girolamo, assaillis par des forces ennemies écrasantes, sont morts glorieuseusement, après s'être héroïquement défendus jusqu'à la dernière cartouche (janvier 1915).

Zaptié est la désignation locale des unités de gendarmerie dans les colonies italiennes de la Tripolitaine, la Cyrénaïque, l'Érythrée et de la Somalie italienne entre 1889 et 1942. Le mot zaptié est dérivé du turc, et c'est le même titre qui est donné à la police montée recrutée dans la communauté turque de Chypre pendant la période de la domination britannique.

## Histoire
Les gouvernements coloniaux italiens, dans les territoires énumérés ci-dessus, recrutèrent différentes forces de zaptié, et même en Italie. La première de ces unités a été recrutée en Érythrée en 1882, en puisant dans les compagnies existantes de Bachi-bouzouk (troupes irrégulières).
Les troupes de zaptiés étaient armés de revolvers modèle 1874, de carabines de cavalerie et de sabres modèle 1871. Les officiers et les sous-officiers étaient italiens, et ils étaient recrutés dans la colonie dont ils étaient issus. À titre d'exemple, le Corps des Zaptiés Somaliens en 1927 comptaient 1 500 somaliens et 72 italiens. Les uniformes variaient d'une colonie à l'autre, mais le plus souvent ils étaient composés de zones franches, écharpes rouge et kaki ou des vêtements blancs. Une caractéristique commune était les insignes rouges et blancs sur le col des zaptiés. En Somalie italienne, les zaptiés fournirent une escorte de parade pour le vice-roi d'Italie ainsi que pour la police territoriale.
Unatù Endisciau (en), muntaz du LXXII bataillon de Zaptié (Ier Groupe de Carabiniers) a été le deuxième soldat italien de couleur à recevoir la médaille d'or de la vaillance militaire,.